# Adjutori Serrat i Giró
Adjutori Serrat i Giró (Olost, 2 d'agost de 1955) és un antic futbolista català de la dècada de 1980.
Jugava a la posició de defensa lateral esquerra. Es formà al futbol base del FC Barcelona, des d'on ascendí a l'equip Amateur i al Barcelona Atlètic. Fou cedit al Reial Valladolid durant la temporada 1978-79. La temporada següent pujà al primer equip del Barcelona, en la qual fou titular en 21 partits de lliga. No obstant, en acabar la temporada abandonà el club per jugar a l'Hèrcules CF tres temporades. En el mercat d'hivern de la temporada 1982-83 fou fitxat pel València CF, on jugà fins 1985. Posteriorment jugà dues temporades al CE Sabadell, amb qui assolí un ascens a primera divisió. Entre primera i segona divisió jugà un total de 260 partits de lliga. Finalitzà la seva carrera esportiva a la UE Vic.